# Tim Pocock
Tim Pocock (Sydney, 24 ottobre 1985) è un attore australiano, molto conosciuto per aver interpretato Scott Summers adolescente in X-Men le origini - Wolverine, Ethan Karamakov in Dance Academy e Robbie Matthews in Camp.

## Biografia
Pocock ha frequentato il Redfield College di Dural a Sydney, in Australia. Ha iniziato a interessarsi al cinema nel dodicesimo anno quando ha presentato un cortometraggio per il suo lavoro principale di Extension II in inglese.
Pocock ha iniziato una carriera come attore nonostante non avesse precedentemente studiato recitazione. Il suo primo film è stato X-Men le origini - Wolverine, interpretando il ruolo di Scott Summers (da teenager). Nel 2011 è apparso nella soap opera australiana Home and Away, dove ha interpretato il ruolo di Angus McCathie. Nel 2010 è stato scelto per il ruolo di Ethan nella serie televisiva Dance Academy.
Nel 2013 ha recitato nella serie Camp e l'anno successivo nel film Lemon Tree Passage. Recentemente è apparso nella serie We Were Tomorrow.

## Filmografia

### Attore

#### Cinema
- X-Men le origini - Wolverine (X-Men Origins: Wolverine), regia di Gavin Hood (2009)
- Driver, regia di Gene Alberts - cortometraggio (2011)
- Lemon Tree Passage, regia di David James Campbell (2014)
- Red Billabong, regia di Luke Sparke (2016)

#### Televisione
- Cops LAC – miniserie TV, puntata 1x01 (2010)
- Home and Away – serie TV, episodi 1x5255-1x5260-1x5262 (2011)
- Dance Academy – serie TV, 43 episodi (2010-2012)
- Camp – serie TV, 10 episodi (2013)
- Runaways – serie TV, episodio 1x07 (2017)
- The First Month Is Free, regia di Alli McLaren – film TV (2018)
- We Were Tomorrow – serie TV, 4 episodi (2021)

### Doppiatore
- Titanfall 2 (2016) Videogioco
- We Bare Bears - Siamo solo orsi (We Bare Bears), negli episodi "La rabbia di Nom Nom" (2017) e "Nom Nom Show" (2017)